# Гардівілл (Кентуккі)
Гардівілл (англ. Hardyville) — переписна місцевість (CDP) в США, в окрузі Гарт штату Кентуккі. Населення — 155 осіб (2020).

## Географія
Гардівілл розташований за координатами 37°15′15″ пн. ш. 85°47′36″ зх. д. / 37.25417° пн. ш. 85.79333° зх. д. (37.254159, -85.793336).  За даними Бюро перепису населення США в 2010 році переписна місцевість мала площу 1,66 км², з яких 1,63 км² — суходіл та 0,02 км² — водойми.

## Демографія
Згідно з переписом 2010 року, у переписній місцевості мешкало 156 осіб у 67 домогосподарствах у складі 38 родин. Густота населення становила 94 особи/км².  Було 72 помешкання (43/км²).
Расовий склад населення:
| - 96,2 % — білих - 2,6 % — чорних або афроамериканців |

До двох чи більше рас належало 1,3 %. Частка іспаномовних становила 0,0 % від усіх жителів.
За віковим діапазоном населення розподілялося таким чином: 23,7 % — особи молодші 18 років, 56,4 % — особи у віці 18—64 років, 19,9 % — особи у віці 65 років та старші. Медіана віку мешканця становила 47,5 року. На 100 осіб жіночої статі у переписній місцевості припадало 85,7 чоловіків;  на 100 жінок у віці від 18 років та старших — 83,1 чоловіків також старших 18 років.
Середній дохід на одне домашнє господарство  становив 53 143 долари США (медіана — 53 438), а середній дохід на одну сім'ю — 55 125 доларів (медіана — 53 750). За межею бідності перебувало 12,3 % осіб, у тому числі 7,8 % дітей у віці до 18 років та 0,0 % осіб у віці 65 років та старших.
Цивільне працевлаштоване населення становило 113 особи. Основні галузі зайнятості: освіта, охорона здоров'я та соціальна допомога — 46,0 %, публічна адміністрація — 24,8 %, роздрібна торгівля — 8,0 %, фінанси, страхування та нерухомість — 8,0 %.